# Parafia greckokatolicka św. Łukasza Ewangelisty w Poźrzadle
Parafia greckokatolicka Św. Łukasza Ewangelisty w Poźrzadle – parafia greckokatolicka w Poźrzadle. Parafia należy do eparchii wrocławsko-koszalińskiej i znajduje się na terenie dekanatu zielonogórskiego. Proboszczem jest ksiądz Ernest Sokulski.

## Historia parafii
Parafia greckokatolicka Św. Łukasza Ewangelisty funkcjonuje od 1986 r., księgi metrykalne są prowadzone od 1986.

## Świątynia parafialna
Nabożeństwa odbywają się w kościele rzymskokatolickim pw. Zwiastowania NMP.